# Ioan Suciu
Ioan Suciu (n. 4 decembrie 1907, Blaj, Austro-Ungaria – d. 27 iunie 1953, Sighetu Marmației, Maramureș, România) a fost un episcop român unit, arestat de autoritățile comuniste în anul 1948 și decedat în închisoare.
A fost beatificat de papa Francisc în anul 2019. Este sărbătorit în Biserica Catolică în data 2 iunie.

## Originea
Ioan Suciu s-a născut în familia preotului unit Vasile Suciu și a Mariei Suciu, născută Coltor. A fost al patrulea, în ordine cronologică, dintre cei 9 copii, 5 băieți și 4 fete, ai familiei părintelui Vasile Suciu.
Unul din frații săi a fost academicianul Gheorghe Claudiu Suciu (1905-1990), cu merite în domeniul petrochimiei.

## Copilăria și studiile
«Nelucu» Suciu a fost unul dintre cei mai buni fotbaliști ai Clubului Sportiv din Blaj. Era preocupat de structura materiei, despre care avea discuții însuflețite cu fratele său Gheorghe, devenit profesor universitar în domeniul chimiei. Vacanțele școlare și le petrecea frecvent făcând drumeții, contemplând frumusețile naturii. «Nelucu» a făcut studiile primare la Blaj (clasele I – III), iar clasa a IV-a primară a făcut-o la Beiuș, din cauza Primului Război Mondial.
În liceu a fost prieten și coleg de clasă cu Tit Liviu Chinezu, devenit și el episcop, decedat de asemenea în închisorile comuniste. Prietenia lor a durat până la sfârșitul vieții.
A urmat studiile liceale la Liceul „Sfântul Vasile cel Mare” din Blaj. La vârsta de 17 ani s-a hotărât să devină preot. În anul 1925, a promovat cu succes examenul de bacalaureat. A fost trimis la Roma, la Colegiul Bizantin „Sf. Atanasie”, alături de Tit Liviu Chinezu, unde a obținut titlurile de doctor în filosofie și în teologie. Cu prilejul obținerii titlului de doctor în teologie, cunoscutul călugăr dominican Reginald Garrigou Lagrange l-a felicitat pe Ioan Suciu și i-a pus în deget inelul universității, lucru ce se întâmpla foarte rar și constituia un semn de apreciere deosebită. După încă alți șase ani de studii la Institutul „Angelicum”, la 29 noiembrie 1931, a fost hirotonit preot, la Roma.
Revenit în țară, a fost numit profesor de religie și limba italiană la liceul comercial de băieți, apoi la Academia de Teologie din Blaj, la catedra de Morală și Pastorală, pe care, odinioară, a onorat-o și unchiul său, Ioan Coltor, rector la Institutul Vancean (întemeiat de mitropolitul Ioan Vancea).
În timpul copilăriei și al primei tinereți, Ioan Suciu a avut de trăit două evenimente unice: mutarea forțată a familiei la Beiuș, împreună cu clerul Blajului, iar la sfârșitul anului 1918, euforia Unirii Transilvaniei cu România, de la 1 decembrie.
Tânărul preot Ioan Suciu era inima și sufletul tinerilor, pe care căuta întotdeauna să-i atragă spre virtute. Se afla mereu în mijlocul lor și lua parte deseori la jocurile lor, luând exemplul sfântului Don Bosco. Așa i-a apărut ideea să-i ofere acestui tineret o lectură plăcută, educativă și instructivă. A înființat revista „Marianistul”, care era destinată exclusiv copiilor. Cu ajutorul preoților, catiheților și profesorilor de religie, revista s-a răspândit în toate școlile din Ardeal. Ceva mai târziu, această revistă a fost înlocuită de publicația „Tinerimea Nouă”, care se adresa unui cerc mult mai larg de tineri cititori, inclusiv studențimii. La început a fost scrisă aproape în întregime de redactorul însuși, mai târziu și-a format un grup de colaboratori dintre tinerii apropiați și dotați în acest domeniu. În felul acesta, a început Apostolatul Tinerimii. În mijlocul tineretului, apostolul sporea în stăruință și har. „Din această văpaie de dragoste suprafirească sau născut lucrările sale, de mare răsunet nu numai în inimile tinerilor, ci și ale celor vârstnici”.

## Episcop
La 6 mai 1940 a fost numit episcop, iar la 20 iulie 1940, în ziua de Sfântul Ilie, a fost hirotonit episcop titular de Moglena (Slatina, Bulgaria) și auxiliar al episcopului Valeriu Traian Frențiu de la Oradea, episcopi consacratori fiind Iuliu Hossu de la Cluj, Valeriu Traian Frențiu al Oradiei Mari și Ioan Bălan al Lugojului, în Catedrala Sfântul Nicolae din Oradea. 
Din 29 august 1941 a fost auxiliar tot de Oradea, dar acum al episcopului Iuliu Hossu, numit administrator apostolic. Episcopul Valeriu Traian Frențiu a revenit la Oradea doar în 1947.
Episcopul Ioan Suciu s-a afirmat ca unul dintre cei mari oratori ai Bisericii și prieten de suflet al tinerilor.
În urma Dictatului de la Viena, de la 30 august 1940, sub ocupația horthystă (1940–1944), a rămas la Oradea, fiind persecutat, arestat pentru câteva zile, dar a rămas activ în vizitațiile canonice și a încurajat poporul discriminat, dându-i speranța eliberării de sub jugul străin. În anul 1942 a mers cu pașaport la București, unde a avut o întrevedere cu mareșalul Ion Antonescu.
În octombrie 1944, în condițiile derutei în care se aflau trupele horthyste și hitleriste, ca urmare a avansării armatelor române și sovietice în Ardeal, un grup de ofițeri horthyști au vrut să-i împuște pe episcopul Ioan Suciu, pe preotul Eugen Foișor, precum și pe alți preoți uniți români. Un ofițer superior a fost de părere că execuția nu se poate face fără judecată, iar probele nu sunt nici concludente, nici suficiente. Pe lângă aceasta, trupa trebuia să plece pentru operații militare mai urgente, așa încât ofițerii s-au retras, iar episcopul Suciu și secretarul său s-au întors în birourile lor, necrezându-și ochilor că au scăpat.

### Sub teroarea comunistă
În anul 1947 episcopul Ioan Suciu a fost numit de Sfântul Scaun în funcția de mare răspundere de administrator apostolic al Arhidiecezei de Alba Iulia și Făgăraș, până la clarificarea numirii, recunoașterii și instalării noului mitropolit, ales în 1946 în persoana episcopului Alexandru Rusu al Maramureșului, pentru care guvernul comunist al lui Petru Groza refuza să-și dea acordul. 
Recunoașterea ca mitropolit a lui Alexandru Rusu nu a avut loc niciodată. Episcopul Suciu, în calitatea sa de administrator apostolic al Arhiedecezei de Alba Iulia și Făgăraș, a căutat să salveze școlile și celelalte instituții ale Bisericii Române Unite „naționalizate” de autoritățile comuniste instalate la putere cu concursul trupelor sovietice de ocupație.
„Episcopul a combătut comunismul cu toată puterea sufletului său: «astăzi și în zilele ce vor urma - spune el - există un singur lucru pe care nu ai voie să-l faci, să fii trădător. Există un singur drum în viață care te îndepărtează de trădare, cel eroic. Numai pe această cale poți răscumpăra lumea» (Eroism). El obișnuia să le spună credincioșilor: «Bisericii Greco-Catolice îi lipsesc martirii. Îi lipsesc încă rănile Mântuitorului. Numai persecuția ne va putea oferi coroana martiriului și va putea arăta lumii întregi ce suntem noi de fapt: Fii și apostoli adevărați ai Bisericii!» El a urmat această cale a martiriului. Cu el s-a început prigoana împotriva Bisericii Române Unite.
La 15 mai 1948 în organizarea guvernului a fost sărbătorit cu mare fast centenarul Adunării de la 15 mai 1848 de la Blaj, în prezența lui Gheorghe Gheorghiu-Dej și a lui Petru Groza. Câmpia Libertății a fost decorată cu portrete ale lui Karl Marx, Friedrich Engels și Lenin, respectiv cu panouri purtând inscripția „Trăiască RPR!” În cadrul acestei manifestații mitropolitul ortodox Nicolae Bălan de la Sibiu a rostit un discurs de chemare a uniților la ortodoxie, fapt care avea să coincidă cu ofensiva explicită a guvernului împotriva Bisericii Române Unite. Episcopului Ioan Suciu nu i s-a îngăduit să vorbească. Episcopul ortodox Nicolae Popoviciu a refuzat să mai ia cuvântul în momentul în care a văzut că manifestația fusese deturnată de autorități.
La 3 septembrie 1948 episcopul Suciu a fost depus din funcție prin decret guvernamental, însă și-a continut activitatea pastorală cu și mai multă intensitate.” În toamna anului 1948 a făcut peste 600 de vizitații canonice și a predicat în satele arhidiecezei sale. A fost arestat și aruncat într-un beci fără lumină, umed și rece, fără să i se dea apă și mâncare, timp de două zile, pentru a fi intimidat. Apoi a fost eliberat și obligat să nu mai predice.
În data de 27 octombrie 1948 conducerea Ministerului de Interne, în frunte cu miniștrii Teohari Georgescu și Stanciu Stoian, au luat decizia arestării episcopilor greco-catolici numiți drept „bandiți”. În procesul verbal al ședinței este menționat nominal doar episcopul Suciu. Între „focarele de agitație” Blajul este menționat pe primul loc.
Preotul Gheorghe Radeș din Berivoi, Făgăraș, el însuși arestat și purtat prin mai multe închisori, martor al arestării episcopului Ioan Suciu a relatat: „La 28 octombrie 1948 episcopul Suciu a fost în vizită canonică la parohia Ileni, iar apoi a binecuvântat lăcașul bisericesc din Berivoii Mici. Anunțat de Pr. Andrei Radeș (fratele autorului relatării) că a văzut mai mulți preoți greco-catolici la Miliția din Făgăraș, Episcopul Suciu a spus: „Aceste momente grele de persecuție, prin care trece biserica noastră, sunt cele mai fericite momente din viața noastră creștină, dacă le vom ști folosi bine pentru apărarea credinței, sunt momente care ne vor servi sigur mai ușor la mântuirea sufletului.” Episcopul Suciu a luat masa la preotul Gheorghe Radeș, unde urma să se odihnească peste noapte. La miezul nopții au ieșit amândoi să facă o vizită la Preasfântul Sacrament din biserică, după care s-au întors în casă. «După 1 noaptea o ceată de securiști ne-a devastat locuința. Doi dintre ei au intrat în dormitorul unde se afla canonicul Leon Sârbu și părintele Govoran... Între timp alți doi securiști au intrat în camera în care se odihnea Preasfințitul. L-au ridicat și, legându-l la ochi, l-au dus într-o mașină ce se afla în stradă». Astfel a început pentru el calvarul închisorilor, Ministerului de Interne, Văcărești etc., până la punctul final, temnița din Sighet.” După arestare episcopul Ioan Suciu a fost dus la Securitatea de la Sibiu. După două zile, a fost dus la Ministerul de Interne de la București, unde a fost depus într-o celulă, în care se mai aflau episcopii Vasile Aftenie, Iuliu Hossu, și Alexandru Rusu. De la București a fost transportat la reședința patriarhală de vară de la Dragoslavele, apoi la Mănăstirea Căldărușani, transformată în lagăr. „Pe când era la Căldărușani, a reușit să trimită câteva scrisori prin părintele Ciubotariu (călugăr ortodox convertit la greco-catolici), care a reușit să le ducă la Nunțiatură”. De aici Ioan Suciu a fost ridicat în mai 1950, și dus, de acolo, din nou la București, în beciurile  Ministerului de Interne, unde a fost supus anchetelor și unor groaznice torturi, iar apoi la închisoarea Văcărești și, de unde, în cele din urmă, în octombrie 1950, odată cu episcopul Ioan Ploscaru, luat de la Jilava, a fost transferat la penitenciarul la Sighetu-Marmației, unde a fost internat. Acolo au fost duși și ceilalți episcopi din lagărul de la Mănăstirea Căldărușani. La Sighet au fost adunați demnitarii vechii Românii (câteva mii), „de unde nu au mai ieșit decât pentru a ajunge în groapa comună a închisorii”. Acolo, în închisoarea de la Sighet, episcopul Ioan Suciu a rămas între 28 octombrie 1949 și 27 iunie 1953.

### Sfârșitul vieții
Episcopul Ioan Suciu se afla închis, alături de alți episcopi greco-catolici români, în celula 44 a închisorii de la Sighet. „S-a purtat foarte dârz, dar iată cum i-a venit sfârșitul. Mi l-a relatat monseniorul Coriolan Tămăian, ordinarius de Oradea: «În seara zilei de 26 iunie 1953, noi, episcop Ioan Cherteș, episcop Tit Liviu Chinezu și cu mine făceam de gardă (de câteva zile știam că va muri). Primul de gardă a fost Chinezu. Ceilalți ne-am culcat. Pe la miezul nopții (...) a venit la mine la pat Chinezu și mi-a spus că i se pare că Suciu nu e bine. M-am ridicat repede, am mers la el la pat, l-am pipăit, n-a reacționat, dar respira încă. I-am trezit rapid pe ceilalți din cameră, care s-au strâns în jurul patului său. Episcopul Iuliu Hossu i-a dat dezlegarea sacramentală, eu i-am ținut într-o mână pulsul și pe cealaltă i-am pus-o pe piept, la inimă, până când aceasta n-a mai bătut. Era 1 fără 20 de minute, în ziua de 27 iunie 1953”. Era vorba de ora 1 noaptea. „Episcopul Suciu fusese bolnav de stomac și i se refuzase orice îngrijire medicală, încât murise literalmente de foame. Trupul neînsuflețit a fost aruncat într-o groapă comună, fără sicriu... Un "cortegiu" compus dintr-un căruțaș, un sanitar și un gardian, l-a condus pe episcopul Suciu până la groapa comună”.
A trăit și a murit ca un sfânt. Mormântul din cimitirul Săracilor de pe malul Izei a fost nivelat pentru a nu i se mai cunoaște locul. Nici astăzi nu se cunoaște locul exact al mormântului. Nu a fost judecat și nu a avut condamnare.

## Procesul de beatificare
În data de 19 martie 2019 papa Francisc a autorizat Congregația pentru Cauzele Sfinților să promulge decretul de recunoaștere a martiriului episcopilor greco-catolici români Valeriu Traian Frențiu, Vasile Aftenie, Ioan Suciu, Tit Liviu Chinezu, Ioan Bălan, Alexandru Rusu și Iuliu Hossu, „uciși din ură față de credință în diverse locuri din România între 1950 și 1970”, deschizându-se calea pentru beatificarea acestora.
Papa Francisc a oficiat slujba beatificării sale în data de 2 iunie 2019, pe Câmpia Libertății din Blaj.

## Scrieri
- Eroism,
- Tinerețe,
- Mama,
- Ranele Domnului: (ediția I, Editura „Sf. Nichita”, Oradea, 1943; ediția a II-a, Editura „Sf. Vasile”, București, 1943; Rănile Domnului: ediția III-a, Editura Pan-Arcadia, București, 1992 ISBN 973-95232-8-5),
- Pier Giorgio Frassati, Blaj, 1943,
- Fecioara din Fatima, Blaj, 1943,
- Viața Nouă,
- Inginerul Nicoară etc.

### Manuale de religie
- Micul Catehism pentru clasa I a școlilor primare (1939),
- Poruncile - Catehism pentru clasa a V-a primară (1942),
- Tainele - Liturgică, pentru clasa a VI-a primară (1942),
- Credința - Istoria bisericească, pentru clasa a VII-a primară (1942),
- Morala Creștină, pentru școlile secundare (1939),
- Prima întâlnire, îndrumări și meditații pentru pregătirea copiilor la Prima Sfântă Cuminecătură (1942) etc.